# Vensac
Vensac ist eine französische Gemeinde mit 1.146 Einwohnern (Stand 1. Januar 2022) im Département Gironde in der Region Nouvelle-Aquitaine.
Das Gemeindegebiet ist ringsum vom Regionalen Naturpark Médoc umschlossen, die Gemeinde ist diesem jedoch nicht beigetreten.

## Bevölkerungsentwicklung
| Jahr                       | 1962 | 1968 | 1975 | 1982 | 1990 | 1999 | 2007 | 2017 |
| Einwohner                  | 641  | 662  | 620  | 680  | 658  | 694  | 772  | 986  |
| Quellen: Cassini und INSEE |      |      |      |      |      |      |      |      |

## Sehenswürdigkeiten

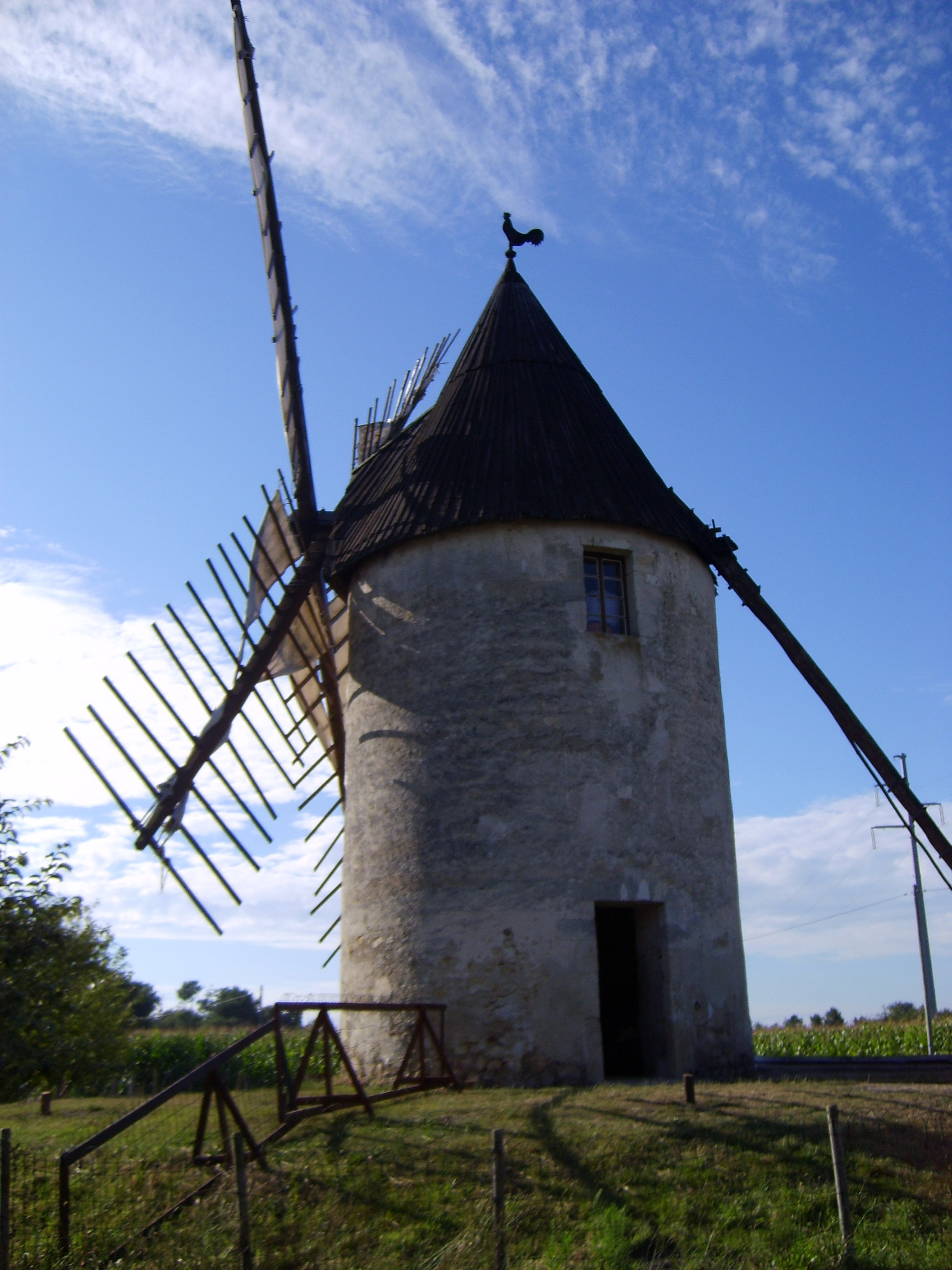
Mühle

Die Mühle von Vensac: es handelt sich hierbei um eine Windmühle aus dem 18. Jahrhundert. Sie befindet sich noch im Originalzustand. Noch heute wird darin für die Besucher Mehl hergestellt, welches auch verkauft wird. Des Weiteren handelt es sich um ein Monument historique.